# Войтех Кубіста
Войтех Кубіста (чеськ. Vojtěch Kubista, нар. 19 березня 1993, Яблонець-над-Нисою) — чеський футболіст, захисник клубу «Яблонець».

## Клубна кар'єра
Вихованець клубу «Яблонець». 12 травня 2013 року у матчі першої Ліги Чехії з «Височиною» дебютував у першій команді, цей матч залишився єдиним у тому сезоні, а наступного сезону 2013/14 зіграв у 21 матчі чемпіонату.
У січні 2015 року мав перейти на правах оренди в «Височину», втім угода не відбулась і футболіст на правах оренди грав протягом 2015 року у клубах «Карвіна» та «Млада Болеслав». Повернувшись у «Яблонець» став основним гравцем. Станом на 23 вересня 2018 року відіграв за команду з Яблонця-над-Нісою 88 матчів в національному чемпіонаті.

## Виступи за збірні
З 2013 року залучався до складу молодіжної збірної Чехії. На молодіжному рівні зіграв у 4 офіційних матчах.

## Особисте життя
Батько футболіста, Ян Кубіста, легкоатлет, учасник олімпійських ігор 1988 року. Має двох братів — старший, Ян Кубіста (нар. 1990), також легкоатлет, дворазовий чемпіон Чехії, та молодший, Матей (нар. 1996), футболіст.